# Taifoun
Taifoun (russe : Тайфун typhon) est une famille de satellites militaires soviétique utilisée pour étalonner les radars de la défense du pays. Plusieurs sous-séries de satellites aux caractéristiques très différentes ont été lancées entre 1974 et 1995 et placées en orbite basse.

## Contexte
Les satellites Taifoun prennent la suite des Lira qui servent de cibles pour les exercices de test de la défense anti-missile et pour les systèmes de poursuite de satellites. Les Taifoun sont construits comme les Lira par le Bureau d'études Ioujnoïe.

## Les versions

### Taifoun-1 (1974-1994)
Le Taifoun-1 est un satellite actif utilisé pour calibrer les radars lancé par des fusées Cosmos. Le satellite est une sphère de 2 mètres de diamètre et d'une masse d'environ 500 kg dont la surface est recouverte par des cellules solaires. Deux sous-séries ont été construites : les Taifun-1A  ou Vektor (indice GRAU 11F633) lancés à 24 exemplaires entre 1974 et 1994  et placés sur une orbite basse ayant une inclinaison de 51 et 66° et les Taifun-1B ou Youg (indice GRAU 17F31) lancés à 14 exemplaires entre 1979 et 1996 et placés sur une orbite ayant une inclinaison de 51 et 66° et 83°,,,.

### Taifoun-2 (1976-1995)
Le Taifoun-2 (indice GRAU 17F31) est un satellite actif de seconde génération utilisé pour calibrer les radars. Il est lancé à 27 exemplaire entre 1976 et 1995 par des fusées Cosmos-3M. Le développement de ce satellite débute en 1972 et le système entre en service en 1981 après 11 lancement.  Le satellite emporte 24 sous-satellites sphériques destinés à simuler des têtes nucléaires de missiles balistiques. Ces satellites ont été produits en trois sous-séries : les Taifun-2A, 2B et 2V.  Les satellites étaient placés sur une orbite basse ayant une inclinaison différente selon la sous-série : 74° pour les Taifoun 2, 51 et 66° et 83° pour les Taifoun-2B et 66° pour les Taifoun-2V,.

### Taifoun-3 (1988-1989)
Le Taifoun-3  est un satellite actif utilisé pour calibrer les radars de troisième génération. Son développement est approuvé fin 1984 mais seuls deux satellites de test ont été lancés en 1988 et 1989,.